# Stonesfield
Stonesfield är en ort och civil parish i Storbritannien.   Den ligger i grevskapet Oxfordshire och riksdelen England, i den södra delen av landet, 100 km väster om huvudstaden London. Stonesfield ligger 122 meter över havet och antalet invånare är 1 572.
Terrängen runt Stonesfield är platt. Runt Stonesfield är det ganska tätbefolkat, med 144 invånare per kvadratkilometer. Närmaste större samhälle är Oxford, 16,2 km sydost om Stonesfield. Trakten runt Stonesfield består till största delen av jordbruksmark.